# Minnesotská demokratická zemědělská strana práce
Minnesotská demokratická zemědělská strana práce (anglicky Minnesota Democratic-Farmer-Labor Party, DFL) je minnesotská politická strana. Vznikla v roce 1944 sloučením Minnesotské demokratické strany s Zemědělskou stranou práce. DFL zastává středolevé sociálně liberální postoje, celostátně je součástí Demokratické strany. Ve Sněmovně reprezentantů má 4 mandáty a v Senátu 2 mandáty.